# صراع في الجبل (فلم)
صراع في الجبل هو فيلم مصري عرض عام 1961، بطولة رشدي أباظة وبرلنتي عبد الحميد ومحمود المليجي ومحسن سرحان، ومن إخراج حسام الدين مصطفى.

## قصة الفيلم
تدور أحداث الفيلم حول قصة نزاع قائم بين أصحاب شركات الطوب التي تعمل في الجبل، سليم وأعوانه من جهة وفؤاد وأخوه أحمد من جهة أخرى، يحاول سليم أن يعرقل أعمال شركة فؤاد وأحمد وينجح في مخططه. يستخدم الراقصة نعيمة للتفريق بين الأخوين وتنجح في ذلك، يحاول سليم أن يخدع فؤاد ويقيم معه شركة تنافس شركة أخيه، يسرق منه الأوراق التي تدين أخاه أحمد، ويطلب من المحكمة توقيع الحجز عليه، يكشف فؤاد الفخ الذي وقع فيه ويحاول أن ينقذ أخاه ليتحدا سويًا للقضاء على سليم.

## طاقم التمثيل
- رشدي أباظة: (فؤاد)
- برلنتي عبد الحميد: (نعيمة)
- محمود المليجي: (سليم)
- ريري: (وردة)
- محسن سرحان: (أحمد)
- شفيق نور الدين: (والد وردة)
- لطفي عبد الحميد: (عقلة)
- محمد الديب
- سيد العربي
- رشوان مصطفى
- كنعان وصفي
- ميمي محمد: (الراقصة)
- محمد طه: (المطرب)
- علي المعاون
- نجيب غطاس
- محمد أحمد الجمل
- صلاح نافع
- أحمد مرسي
- عبده حجاج
- محمد مصطفى
- أحمد سليمان
- مطاوع عويس
- طوسون معتمد
- جورج يوردانيدس

## فريق العمل
- إخراج: حسام الدين مصطفى
- تأليف: كامل حفناوي
- مدير التصوير: كليليو
- مونتاج: حسين عفيفي
- إنتاج: أفلام نهضة مصر (والي السيد)
- توزيع: أفلام الشرق الأوسط